# Hercus coracinus
Hercus coracinus là một loài tò vò trong họ Ichneumonidae.